# Selajambe (Sukaluyu)
Selajambe is een bestuurslaag in het regentschap Cianjur van de provincie West-Java, Indonesië. Selajambe telt 7191 inwoners (volkstelling 2010).